# Percy e Florence Arrowsmith
Percy Arrowsmith (31 de março de 1900 – 15 de junho de 2005) e Florence Arrowsmith (31 de outubro de 1904 – 9 de abril de 2007) foram um casal inglês que foram o casal mais velho da Inglaterra e segundo casal mais velho do mundo até a morte de Percy.

## Recorde
Em 1 de junho de 2005, eles erroneamente foram reconhecidos pelo Guinness Book of Records como o casal mais velho do mundo. Tinham-se casado há 80 anos em Hereford em 1 de junho de 1925, três anos depois de se encontrarem. O casal teve três filhos, seis netos e nove bisnetos.
No entanto, o jornal Le Monde revelou que um casal na França era ainda mais velho: André Léon Alphonse Debry (15 de junho de 1898 – 31 de agosto de 2005) e Marguerite Pingaud (10 de outubro de 1903 – janeiro de 2006) que comemoram seu 81.º aniversário do casamento em agosto de 2005 pouco antes da morte do marido.
Percy morreu exatamente duas semanas depois, aos 105 anos, e Florence morreu quase dois anos depois aos 102 anos.